# Железнодорожные ворота (Калининград)
Железнодорожные ворота (нем. Eisenbahnhof Tor) — одни из восьми сохранившихся городских ворот Калининграда. Ворота расположены под проезжей частью Гвардейского проспекта, рядом с памятником 1200 гвардейцам. Через ворота проходит пешеходная дорожка, ведущая в расположенный за памятником парк.

## История

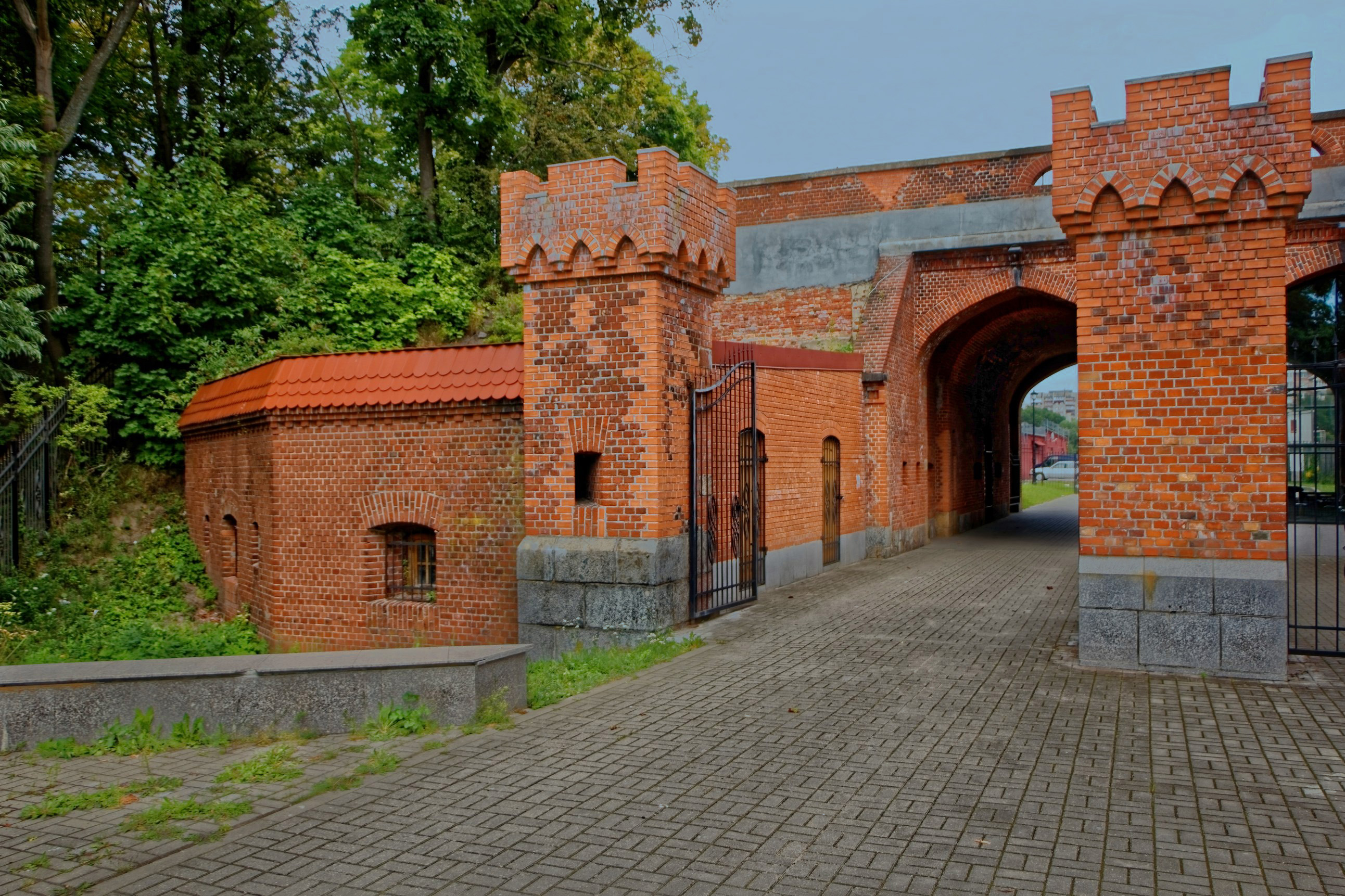
Вид на ворота

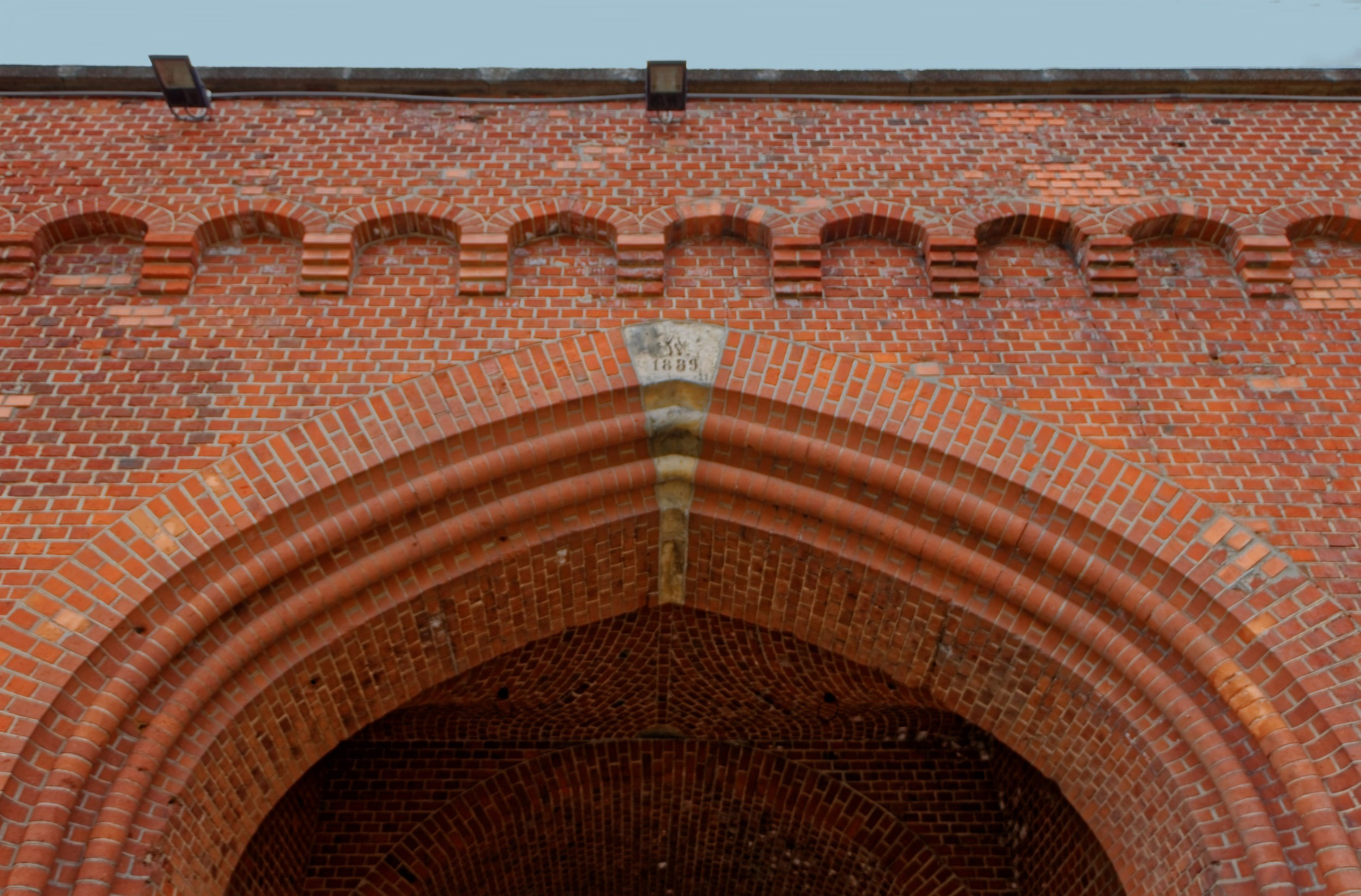
Верхняя часть ворот

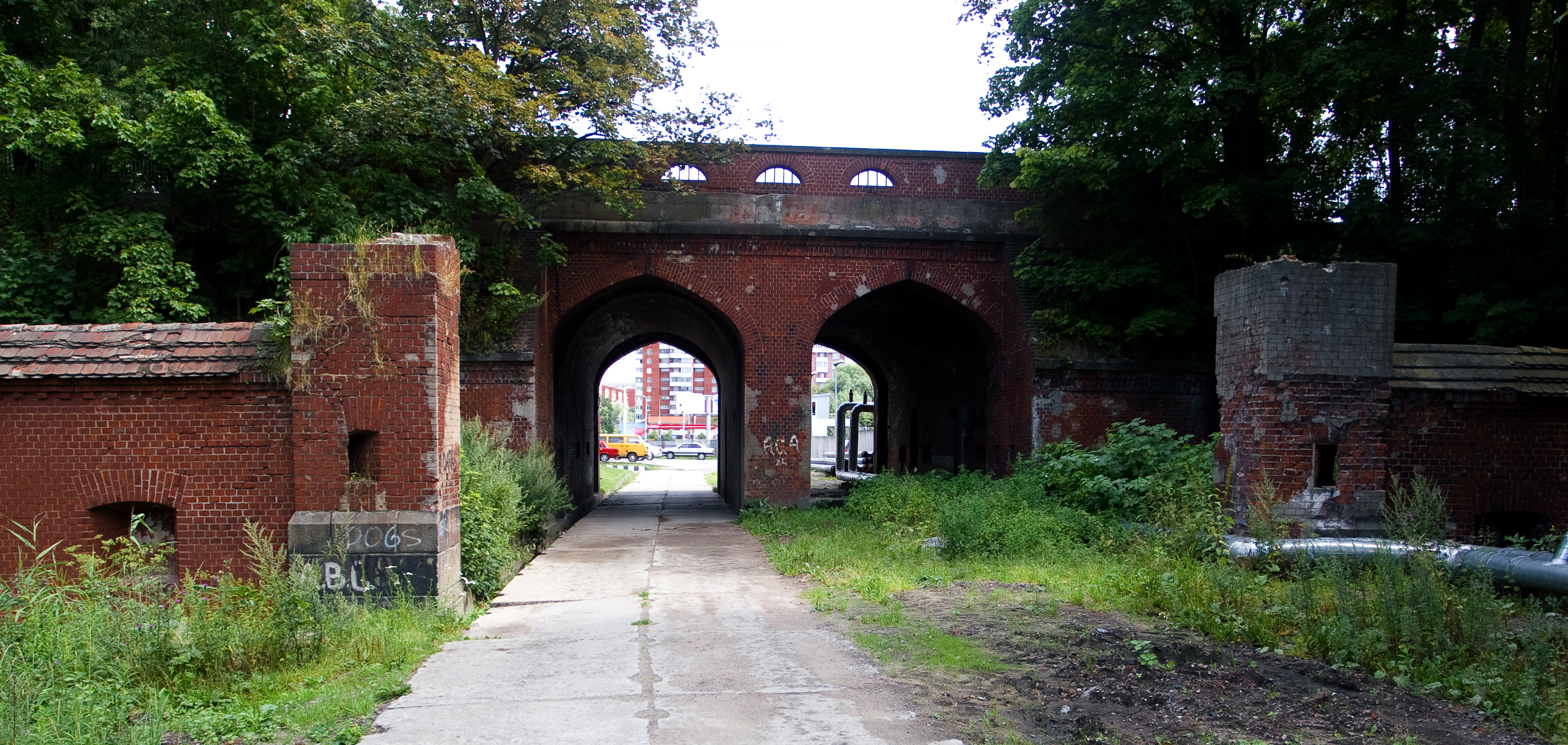
Ворота до реставрации. 2009 год

На воротах сохранилась надпись с датой их постройки — 1866—1889 годы. Она расположена на замковом камне ворот. Проектировал Железнодорожные ворота архитектор Людвиг фон Астер (он же является автором проекта Аусфальских ворот).
Через эти ворота проходила железная дорога, ведущая в Пиллау (ныне — Балтийск). После того, как оборонительные сооружения центра города были убраны, по бывшему валу была проложена улица Дойчорденринг (ныне — Гвардейский проспект). Таким образом с тех пор ворота малозаметны, и скорее напоминают тоннель через дорожную насыпь.
После постройки Двухъярусного моста через реку Прегель в 1926 году, движение по проходящей через ворота железной дороге прекратилось, так как была построена новая железнодорожная ветка. Тем не менее одна полоса от старой дороги сохранялись вплоть до конца девяностых годов Позднее по трассе бывшей железной дороги была проложена пешеходная дорожка, которая ведёт от Московского проспекта через Железнодорожные ворота в парк за памятником 1200 гвардейцам.
С мая 2017 года в Воротах разместился Калининградский планетарий им. Ф. В. Бесселя. В застекленной арке проходят выставки, конференции и прочие культурные мероприятия. В левом каземате ворот, музейная часть. В ней размещены стенды о втором вальном кольце и истории постройки Кёнигсбергской Королевской Обсерватории, Фридрихе Вильгельме Бесселе, его открытия и содействия в развитии астрономии в Российской империи. В левой кордегардии Ворот расположен мультимедийный Планетарий. Купол диаметром 5 метров и 12 посадочных мест.
С 2022 в Железнодорожных воротах разместился штаб волонтёрского движения «Хранители руин».

## Архитектура
Железнодорожные ворота имеют два пролёта, оформленных арками стрельчатых очертаний. Порталы ворот оформлены фасонным фигурным кирпичом. По бокам от арок размещены казематы с амбразурами и бойницами. С внешней стороны ворот имеется кордегардия, имеющая мощные амбразуры для артиллерии и бойницы для стрелков.
Ворота завершаются парапетами с кованой решёткой, которые ограждают проходящий по воротам Гвардейский проспект.
Особенностью ворот являются так называемые штрабы. Они представляют собой вертикальные двойные выемки квадратного сечения, устроенные в стенах арок. В случае обороны с них следовало укладывать прочные брусья. Образованное таким образом заграждение напоминало жалюзи. Разобрать штрабы с внешней стороны было невозможно.

## Другие железнодорожные ворота в Кёнигсберге
В Кёнигсберге существовали и другие железнодорожные ворота. Первые были построены после 1853 года, находились они рядом с Бранденбургскими воротами. Через эти ворота проходила железная дорога, ведущая в Берлин. Существовало и ещё несколько других железнодорожных ворот. Все они были снесены к двадцатым годам.